# Niurka Montalvo
Niurka Montalvo (Havana, 4 juni 1968) is een atleet uit Cuba en Spanje. De geboren Cubaanse verkreeg in mei 1999 de Spaanse nationaliteit.
Op de Olympische Zomerspelen in 1996 nam ze voor Cuba deel aan het onderdeel verspringen.
Acht jaar later, op de Olympische Zomerspelen van Athene in 2004, nam ze voor Spanje deel aan dat onderdeel.
Op de Wereldkampioenschappen atletiek 1999 werd Montalvo voor Spanje wereldkampioene verspringen, in een nieuw nationaal record van 7,06 meter. Dit was ook haar persoonlijk beste sprong.
- World Athletics: 14260964

1983 Heike Drechsler ·
1987 Jackie Joyner-Kersee ·
1991 Jackie Joyner-Kersee ·
1993 Heike Drechsler ·
1995 Fiona May ·
1997 Ljudmila Galkina ·
1999 Niurka Montalvo ·
2001 Fiona May ·
2003 Eunice Barber ·
2005 Tianna Madison ·
2007 Tatjana Lebedeva ·
2009 Brittney Reese ·
2011 Brittney Reese ·
2013 Brittney Reese ·
2015 Tianna Bartoletta ·
2017 Brittney Reese ·
2019 Malaika Mihambo ·
2022 Malaika Mihambo ·
2023 Ivana Španović